# Wolfgang Reuter (Politiker, 1935)

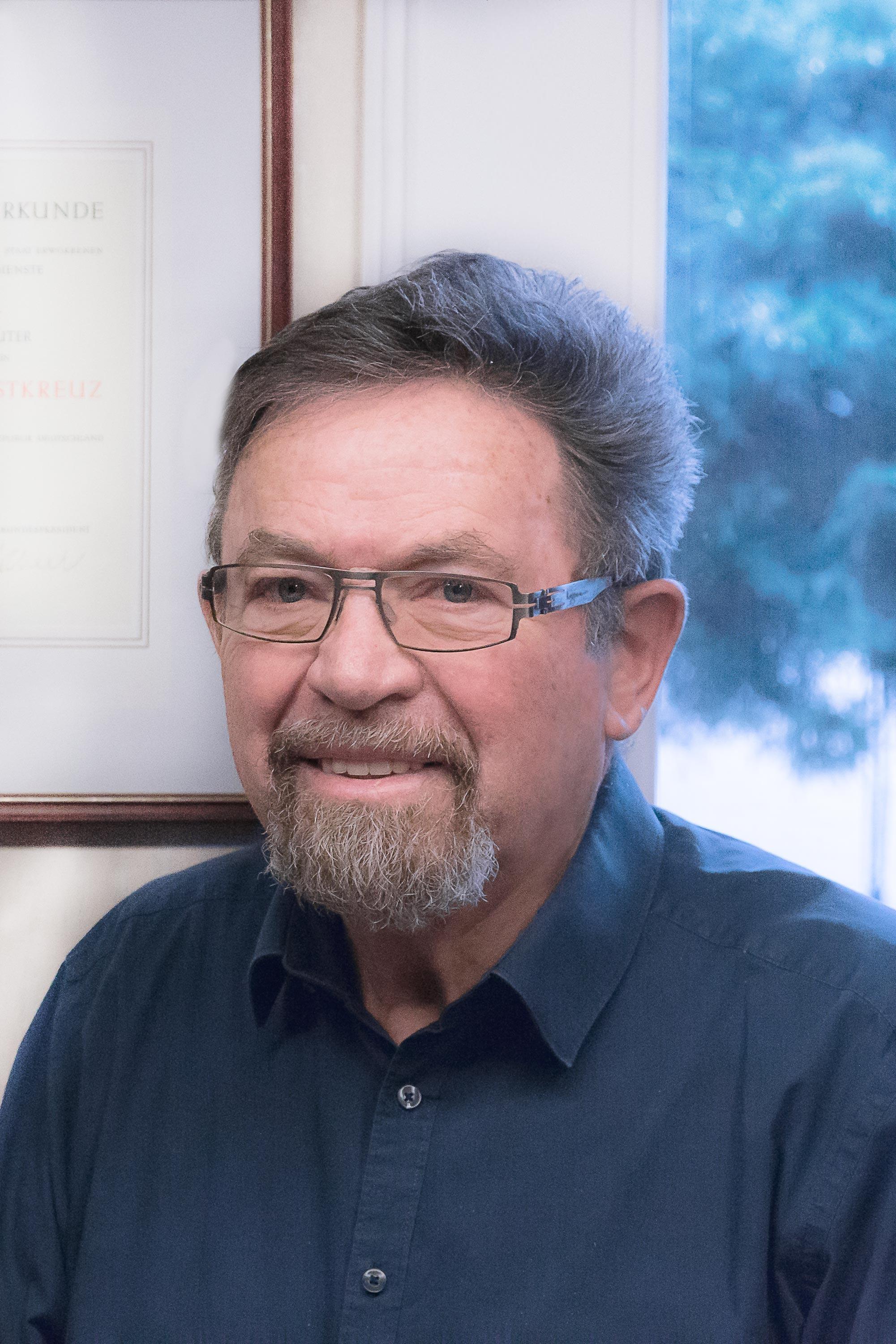
Wolfgang Reuter (2018)

Wolfgang Reuter (* 1935 in Offenbach am Main) ist ein deutscher Kommunalpolitiker (SPD). Er war vom 10. Oktober 1986 bis zum 20. Januar 1994 Oberbürgermeister der hessischen Großstadt Offenbach am Main.

## Leben und Wirken
Wolfgang Reuter ist 1935 in Offenbach geboren. Nach dem Zweiten Weltkrieg wurde er aktives Mitglied bei den Falken. 1950 brach er den Besuch der Rudolf-Koch-Schule ab, um eine kaufmännische Lehre zu beginnen. 1952 wurde er Vertreter seines Verbandes im Stadtjugendring und 1958 auch im Jugendwohlfahrtsausschuss, 1956 Jugendsekretär bei den Falken in Frankfurt am Main. Im selben Jahr trat er der SPD bei. In den Jahren von 1961 bis 1970 war er zuerst Parteisekretär, dann Bildungsreferent im SPD-Bezirk Hessen-Süd. Mitte der 1960er Jahre leitete er auch die Monatsschrift des Bezirks – Der Sozialdemokrat – welche 1965 in Anlehnung an die von 1879 bis 1890 erschienene gleichnamige Zeitung begründet wurde. Ab 1970 war er als Leitender Geschäftsführer der südhessischen SPD mitverantwortlich für den Wahlkampf von Willy Brandt in Hessen.
1976 wechselte er in die Offenbacher Kommunalpolitik und wurde unter dem damaligen Oberbürgermeister Walter Buckpesch hauptamtlicher Stadtrat, verantwortlich für Soziales und Gesundheit. 1986 zum Bürgermeister gewählt, verwaltete er kommissarisch das Dezernat des Oberbürgermeisters. 1988 bis 1994 war er gewählter Oberbürgermeister der Stadt. In seine Amtszeit fallen der Aufbau neuer Städtepartnerschaften mit Orjol und Rivas. Darüber hinaus wurden in der Zeit die Psychiatriereform am Städtischen Krankenhaus angestoßen sowie der Bau des City-Tunnels als auch die Kaiserlei-Entwicklung begonnen.
Bis 2009 war Reuter Vorsitzender der Aufsichtsräte der Offenbacher Verkehrs-Betriebe sowie der Stadtwerke Offenbach Holding GmbH. Seit Mitte der 1990er Jahre leitet er die Historische Kommission der Offenbacher SPD, die mit der „Roten Reihe“ des Verlags Offenbacher Editionen Bücher und Schriften zur Stadt- und Parteigeschichte herausbringt. Daneben ist er stellvertretender Vorsitzender des Offenbacher Seniorenrates. In Bieber-Waldhof moderiert er die Themenreihe Waldhofgespräche.

## Schriften
- Zwölf Offenbacher Sozialdemokraten: 1870 bis 1970. Herausgegeben von der Historischen Kommission der SPD-Offenbach. Offenbacher Editionen, Offenbach am Main 2004. ISBN 978-3-9806334-7-5
- Offenbacher gegen die NS-Diktatur. Herausgegeben von der Historischen Kommission des SPD-Unterbezirks Offenbach. Offenbacher Editionen, Offenbach am Main 2012. ISBN 978-3-939537-16-8